# Station Ulverston
Ulverston is een spoorwegstation van National Rail in Ulverston, South Lakeland in Engeland. Het station van de Furness Line is eigendom van Network Rail en wordt beheerd door First TransPennine Express. Het station is geopend in 1857.